# Denken
Unter Denken werden alle (psychologischen) Vorgänge zusammengefasst, die aus einer inneren Beschäftigung mit Vorstellungen, Erinnerungen und Begriffen eine Erkenntnis zu formen versuchen. Bewusst werden dabei meist nur die Endprodukte des Denkens, nicht aber die Denkprozesse, die sie hervorbringen. Es kann in verschiedenen Arten, zum Beispiel in unbeweglichen und beweglichen Bildern oder Sprache, gedacht werden. Ein paar dieser Denkweisen können mit dem Alter verlernt werden.
Denken wird als Teil der Kognition allgemein von Wahrnehmung und Intuition unterschieden. Dies wird in der Regel damit begründet, dass Wahrnehmung und Intuition unbegrifflich seien, Gedanken jedoch als begrifflich oder propositional aufgefasst werden. Denken kann auf einem Einfall basieren, spontan durch Gefühle, Situationen, Sinneseindrücke oder Personen ausgelöst werden, oder es wird abstrakt-konstruktiv entwickelt. Automatisches Denken, das unbewusst, absichtslos, unwillkürlich und mühelos abläuft, kann unterschieden werden von kontrolliertem Denken, das bewusst, absichtlich, freiwillig und aufwendig ist. Die Umgangssprache zeigt Denken sowohl in der aktiven Form: „Ich denke“ als auch in einer passiven, wahrnehmenden: „Ich habe einen Gedanken / eine Idee / eine Vorstellung“. Daniel Kahneman unterscheidet ebenfalls ein „System 1“, das automatisch und schnell, mit geringer oder keiner Anstrengung und ohne bewusste Kontrolle arbeitet, vom „System 2“, das denjenigen mühevollen mentalen Aktivitäten, die Aufmerksamkeit erfordern, diese zuweist. Die Tätigkeiten des zweiten Systems werden häufig assoziiert mit Urheberschaft, Wahlfreiheit und Konzentration.
Wie Denken im Einzelnen geschieht, ist Forschungsgegenstand verschiedener Disziplinen. Wissenssoziologie, Ethnologie, Psychologie (insbesondere Denkpsychologie) und Kognitionswissenschaft betrachten das Denken höchst unterschiedlich. Einige versuchen, deskriptiv die vorliegenden Formen des Denkens zu beschreiben und bestimmte Muster und Heuristiken zu finden, denen das Denken von Individuen oder Gruppen im Allgemeinen, gruppenspezifisch oder im Einzelfall folgt. Diese Formen können wiederum in der Perspektive der Soziologie, der allgemeinen Psychologie, der Persönlichkeitspsychologie oder in kognitionswissenschaftlichen Modellen betrachtet werden. Die Gehirnforschung und verwandte Fachbereiche untersuchen die psychologischen, neuronalen und biochemischen Mechanismen, die dem konkreten Vorgang des Denkens zugrunde liegen. Erkenntnistheorie, Spieltheorie, Logik und Denkpsychologie untersuchen, welchen Regeln das Denken folgen muss, um Wahrnehmungen sinnstiftend zu verarbeiten, zu wahren Überzeugungen zu gelangen oder um korrekt Probleme zu lösen oder Schlüsse zu ziehen.

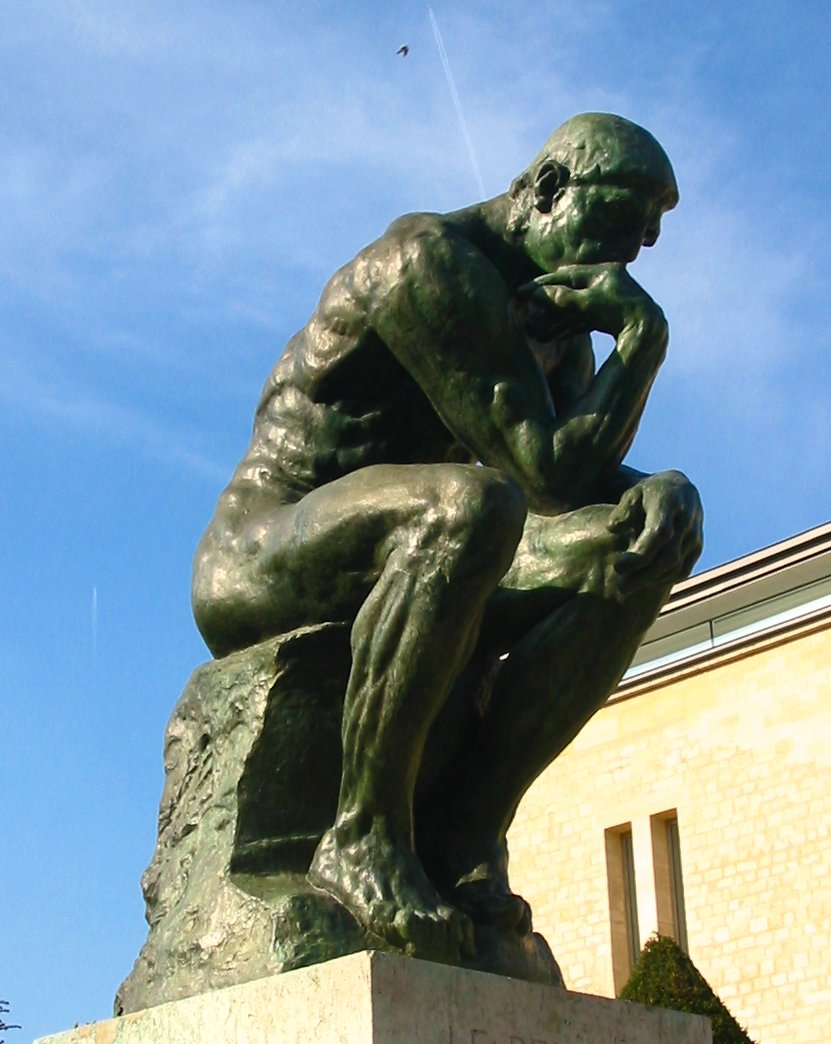
Auguste Rodin: Der Denker

## Biologie
In Analogie zu den Begriffen der Verhaltensbiologie bezeichnet man:
- als Denkweise (zu Verhaltensweise) den einzelnen Gedankengang
- als Denkmuster (zu Verhaltensmuster) als regelmäßig in Reaktion auf eine Situation erfolgenden Gedankengang

Die typischen Denkweisen und -muster einer Person hängen von der Veranlagung, der Sozialisation (auch Erziehung, Bildung), den gesammelten Erfahrungen im Umgang mit Anderen und der Art der sozialen Beziehungen sowie der Fähigkeit zu Perspektivenübernahme und Reflexion ab.

## Psychologie

### Kognitive Psychologie
In der kognitiven Psychologie wird Denken als eine Mischung aus Gedächtnisleistung und logisch abstrakter Symbolverarbeitung angesehen.
Mit Hilfe von Modellen, sogenannten kognitiven Architekturen, werden u. a. Denk- und Problemlöseprozesse simuliert. Die bekanntesten Modelle sind
- die ACT-Theorie von John R. Anderson,
- die PSI-Theorie von Dietrich Dörner und
- die SOAR-Theorie von Allen Newell.

Denken als Problemlösen
Ein Problem besteht, wenn von einem gegebenen Ausgangszustand aus ein gewünschter Zielzustand nicht ohne weiteres erreicht werden kann. Das zwischen Ist- und Soll-Zustand liegende Hindernis muss durch Einsatz von Hilfsmitteln (sogenannten Operatoren) beseitigt werden. Hierzu sind Denkprozesse erforderlich.
In diesem Zusammenhang werden im Unterschied zu Intelligenztests komplexere Aufgaben verwendet, wie z. B. die Türme von Hanoi oder Computersimulationen.
Die Hauptkategorien des Denkens – bewusstes, unbewusstes oder vorbewusstes Denken – sind beim Problemlösen nicht zu trennen. Jedem bewussten Denkprozess gehen unbewusste Denkschritte voraus. Viele Erkenntnisse „reifen“ unbewusst, in einer Phase der Entspannung, wenn man sich von dem Problem distanziert hat. Etliche große wissenschaftliche Einsichten kamen den Forschern scheinbar im Schlaf oder „aus heiterem Himmel“.
Analytisches Denken vs. analoges Denken
In der Kognitionspsychologie spielt die Unterscheidung zwischen analytischem Denken, das auf einer Analyse von Sachverhalten o. Ä. beruht, und analogem Denken, welches ohne eine Analyse auskommt, eine wichtige Rolle. Analoges Denken findet assoziativ, spontan statt. Auf diese Weise kann etwa durch Konnotationen ein komplexer Sachverhalt erschlossen werden. So ist es bspw. möglich, einen schwierigen literarischen Text durch das assoziative Malen eines Bildes zu interpretieren, ohne vorher eine Interpretation auf der Basis einer Textanalyse geleistet zu haben.

### Entwicklungspsychologie
Denken hat oft mit Wissen und mit Erfahrung zu tun. In der Entwicklungspsychologie wird unter anderem erforscht, wie Kinder lernen, kausale Zusammenhänge zu erkennen. Dieses „Kausalitätswissen“ wächst oft durch gegenständliches Erleben und Denken.
Das gegenständlich-kausale Denken eines Kindes ist ab etwa neun Monaten zu bemerken; ihm geht eine Phase der „Prä-Kausalität“ voraus. Ähnlich scheint es mit den oben erwähnten assoziativen Denkvorgängen zu sein. Mit etwa drei Jahren wird auch abstrakte Kausalität einsichtig, doch sind Fehler im logischen Denken oft „resistent“ (bleiben lange bestehen), was allerdings auch beim Erwachsenen vorkommt (vgl. die Forschung von Jean Piaget).
Wenn Kleinkinder lernen, z. B. einzelne Elemente oder Bausteine zu gruppieren, werden mit zunehmender Übung die Effekte logischer Operationen merkbar. Zunächst konzentrieren sie sich auf ein Merkmal, später auf wenige Merkmale. Die Logische Multiplikation – z. B. als kombiniertes Beachten von Form und Farbe – gelingt erst mit einigen Jahren, wird aber durch Zufallserlebnisse gefördert.
Verschiedene Versuche – unter anderem mit geistig Behinderten – widersprechen der häufig geäußerten Annahme, dass Kinder alternative Denkweisen hätten. Wie viel des kindlichen Wissens „angeboren“ ist und ob ihre begriffliche Denkstruktur jener von Erwachsenen entspricht, wird derzeit intensiv untersucht.

### Motivationspsychologie
Denken ist auch relevant für die Leistungsmotivation, z. B. im Leistungssport. Diese ist in diesem Zusammenhang vielleicht ebenso wichtig wie Psychomotorik und Coaching bzw. Training. Es gilt, das Denken, die Vorstellung, die aktuelle Wahrnehmung und sogar das Gedächtnis auf das Ziel zu konzentrieren. Automatisierung aller wichtigen Reaktionen und Sequenzen ist erforderlich. So steht auch unter Leistungsdruck das ganze persönliche Leistungsspektrum zur Verfügung.
Auch Ehrgeiz, Egoismus, Wille und das Hinarbeiten auf übergeordnete Ziele lassen sich unter kognitivem Blickwinkel betrachten.

### Sozialpsychologie
Das Denken steht immer unter dem Einfluss der beiden wichtigsten Motive des Menschen:
- dem Bedürfnis nach einem positiven Selbstbild und
- dem Bedürfnis nach einem realistischen Weltbild.[5]

Als Akteur im sozialen Feld ist der Mensch mit seinen begrenzten Ressourcen (beschränkte Aufmerksamkeit, beschränktes Kurzzeitgedächtnis, Schwächen des Langzeitgedächtnisses usw.) beim Denken ständig auf Heuristiken angewiesen, z. B. automatisches Denken, Implizites Wissen, Einstellungen wie Vorurteile, Sympathie usw., Schemata wie Urteilsheuristiken, Implizite Persönlichkeitstheorien usw. Durch kognitive Überlastung können Denkfehler und kognitive Verzerrungen auftreten.

### Neuropsychologie
Denken und Zeit in der Neuropsychologie: Laut einer Studie der Queen’s University in Kingston, Kanada, (Tseng & Poppenk 2020) haben wir Menschen circa 6200 Gedanken pro Tag. Bei der zeitlichen Strukturierung der Prozesse im Gehirn spielt laut Ernst Pöppel ein Drei-Sekunden-Fenster eine große Rolle. Schließlich werden in der aktuellen Erforschung von Denkprozessen sog. EEG microstates untersucht (Siehe z. B. Tarailis, P., Koenig, T., Michel, C.M. et al (2024)).
Im Dezember 2024 berichteten Forscher vom Caltech, dass das menschliche Gehirn beim Denken Informationen mit 10 bit pro Sekunde verarbeitet, was einem Bruchteil der technisch möglichen Datenverarbeitungsgeschwindigkeit entspricht (Zheng & Meister 2024).

## Philosophie
Die Philosophie (alt- und neugriechisch φιλοσοφία philosophía, wörtlich „Liebe zur Weisheit“) hat im Gegensatz zu den einzelnen Wissenschaften keinen begrenzten Gegenstandsbereich. Allgemein könnte man sie als den Versuch der kritisch-rationalen Selbstüberprüfung des Denkens bezeichnen, als eine methodische Reflexion, die sich inhaltlich tendenziell auf eine Gesamtdeutung der Welt und der menschlichen Existenz richtet. Das Denken selbst wird insbesondere in der Erkenntnistheorie der Philosophie der Logik, der Sprachphilosophie und in der Moralphilosophie (in der Theorie des moralischen Urteilens) thematisiert.
Denken als wortlose Sprache?
Das Denken könnte man auch als stummes Sprechen in einer inneren, allen Menschen gemeinsamen Sprache bezeichnen, die nach dem Philosophen Jerry Fodor language of thought (etwa: Sprache des Geistes) oder auch mentalese (etwa: „Denkisch“ oder „Mentalisch“) genannt wird. Die Idee einer Sprache des Geistes (einer lingua mentis) findet sich auch schon – ausgehend von einer These des griechischen Philosophen Aristoteles – in der Philosophie des Mittelalters. Ein Zitat von Ludwig Wittgenstein bringt dies so zum Ausdruck: „Alle Philosophie ist Sprachkritik.“
Allerdings gibt es auch ein Denken in Bildern, das die Kunst kennt und das dem Traum und der Vorstellung verwandt ist – die Einbildung (Wie etwa in der Legende, dass der Chemiker Friedrich August Kekulé die Ringstruktur des Benzolmoleküls träumte).
Martin Heidegger, einer der Hauptbegründer der Phänomenologie, beschreibt das Denken als einen Weg. Das zu-Denkende entzieht sich dem Menschen und zieht ihn mit. Weil sich das zu-Denkende dem Menschen entzieht und sich von ihm abwendet, nimmt es ihn in Anspruch. Der Mensch wird dadurch zu einem Zeichen und verweist auf das, was sich ihm entzieht.

## Ethnologie
Denken kann kulturell geprägt sein; diese Behauptung wird gestützt von Befunden, die verschiedenen Kulturräumen unterschiedliche Denkstile zuordnen. So wird individualistischen Gesellschaften eine eher analytische Denkweise zugesprochen und im Gegensatz dazu kollektivistischen Kulturen eine eher holistische Denkweise.
Beim analytischen Denken wird auf der Ebene der Wahrnehmung der Kontext häufig ignoriert; bei der Betrachtung eines Bildes, z. B. wird das Hauptobjekt stärker fokussiert als der Hintergrund. Dies nennt man Feldunabhängigkeit. Eine analytisch denkende Person nimmt Objekte eher bezüglich ihrer Eigenschaften wahr und ordnet sie daraufhin in Kategorien ein. Aufgrund dieser Kategorisierung werden Einschätzungen über zukünftige Ereignisse und Verhaltensweisen getroffen. Also verwendet ein analytischer Denker Regeln, um Verhalten vorherzusagen. In Entscheidungssituationen wählt er eindeutig „Pro“ oder „Contra“ anstelle der „goldenen Mitte“.
Beim holistischen Denken richtet man seine Aufmerksamkeit dagegen auf die Beziehung zwischen dem fokussierten Objekt und dem Kontext (Feldabhängigkeit). Man versucht, auf dieser Basis (statt auf der Grundlage von Regeln) Ereignisse zu erklären und vorherzusagen. Holistische Ansätze basieren eher auf Erfahrungen und weniger auf abstrakter Logik. Holistisches Denken kann intuitiv sein. Auch dialektisches Denken wird zuweilen als holistisch bezeichnet, da Gegensätze herausgearbeitet, Widersprüche wahrgenommen und Veränderungen in Form von Synthesen bzw. Kompromissen gesucht werden.
Der Ethnologe Claude Lévi-Strauss bezeichnete die traditionell ganzheitlichen Denkweisen der naturangepassten Kulturen als „Wildes Denken“.

## Evolution
Bereits Darwin äußerte die Überzeugung, dass das menschliche Denken Entsprechungen in der Tierwelt besitzt und nur graduelle, aber keine prinzipiellen Unterschiede vorhanden seien. Heute ist unbestritten, dass das Denken einen evolutionären, von verschiedenen Disziplinen erforschbaren Ursprung hat. Der evolutionäre Weg des Denkens verläuft bei Tomasello vom überwiegend individuellen, konkurrenzbestimmten Denken der Menschenaffen zum kooperativen Denken des Menschen. Dabei denkt der Mensch kooperativ, indem er gemeinsame Ziele entwirft, diese gemeinsam verfolgt und auch gemeinsam überdenken und korrigieren kann. Diese Fähigkeiten bedeuten evolutionäre Systemübergänge oder Innovationen. Im Unterschied zu Tieren evolvierte beim menschlichen Denken die Fähigkeit zu stabiler, generationenübergreifender Akkumulation von Denkinhalten (Wagenheber-Effekt) auf Populationsebene. Der Mensch kann in ausgeprägt episodischem Denken, bezogen auf Vergangenheit – Gegenwart – Zukunft, komplexe gedankliche Szenarien entwerfen und ist stark motiviert, Informationen mit anderen zu teilen. Diese Denkformen sind Tieren nicht möglich.
Die Theorie des sozialen Gehirns weist auf einen Zusammenhang der Gehirngröße und maximalen Gruppengröße sozial lebender Arten. Soziale Bedingungen mit immer größeren Anforderungen an Denkleistung in größer werdenden Gruppen treiben im Evolutionsverlauf das Gehirnwachstum und damit auch die komplexer werdenden Denkformen in der Geschichte des sozialen Lebens des Menschen und seiner Vorfahren, nicht umgekehrt.
Auch Tiere können denken. Begrifflichkeit ist dazu nicht erforderlich. Vögel zeichnen sich durch eine vom Säugetier unterschiedliche Gehirnarchitektur aus. Insbesondere ihr Vorderhirn mit höherwertigen Funktionen ist bei ihnen konvergent, also unabhängig evolviert. Obwohl sie keinen Neocortex besitzen, haben sie mit einer alternativen Gehirnstruktur früher nicht für möglich gehaltene, hoch entwickelte kognitive Fähigkeiten entwickelt. Dazu gehören vielfältiger Werkzeuggebrauch, kausale und analoge Gedankengänge, Selbsterkennung und andere Fähigkeiten. Das gilt vor allem für Rabenvögel, Tauben und Papageienvögel.
Bei den Wirbellosen sind Bienen ein evolutionär hoch entwickelter Endpunkt. Bienen verfügen in ihrem Gehirn mit dem unter den Insekten großen Pilzkörper über ein Äquivalent zur Großhirnrinde. Sie besitzen eine detaillierte räumliche Duftkarte. Sie können neue Düfte erlernen, beherrschen (Lernen zweiter Ordnung) und können auch kontextuell lernen. Daneben sind sie in der Lage, Symbole zu ordnen und nach ihnen kategorisch zu handeln. Letztlich haben sie ein „quasi-episodisches Gedächtnis“, das ihnen „Was-wann-wo-Entscheidungen“ ermöglicht.
Kraken verfügen über außerordentliche Denkfähigkeiten. Wesentliche Gehirnteile sind konvergent zum Gehirn der Wirbeltiere entstanden, zeigen aber vergleichbare Eigenschaften, die für das Lernen unabdingbar sind.

### Psychologie und Denktechnik
- Frederic Vester: Denken, Lernen, Vergessen. 27. Auflage. dtv, 2000, ISBN 3-423-33045-7.
- Dietrich Dörner: Problemlösen als Informationsverarbeitung. Kohlhammer, Stuttgart 1976.
- Joachim Funke: Problemlösendes Denken. Kohlhammer, Stuttgart 2003, ISBN 3-17-017425-8.
- J. Funke: Denken & Problemlösen. (= Enzyklopädie der Psychologie. Band C/II/8). Hogrefe, Göttingen 2006, ISBN 3-8017-0527-7.
- G. Lüer, H. Spada: Denken und Problemlösen. In: H. Spada (Hrsg.): Lehrbuch Allgemeine Psychologie. Hans Huber, Bern 1990, S. 189–280.
- Bernhard von Mutius (Hrsg.): Die andere Intelligenz. Wie wir morgen denken werden. Klett-Cotta, Stuttgart 2004, ISBN 3-608-94085-5.
- R. Oerter: Psychologie des Denkens. Ludwig Auer, Donauwörth 1971.
- M. R. Waldmann, M. von Sydow: Wissensbildung, Problemlösen und Denken. In: Kurt Pawlik (Hrsg.): Handbuch Psychologie. Springer Verlag, Berlin 2006, ISBN 3-540-22178-6, Kap. 15.
- Rolf Dobelli: Die Kunst des klaren Denkens: 52 Denkfehler, die Sie besser anderen überlassen Carl Hanser Verlag, 2011, ISBN 978-3-446-42682-5.

#### Neuropsychologie
- Aaron Kucyi: Just a thought: How mind-wandering is represented in dynamic brain connectivity. In: NeuroImage. Volume 180, Part B, 2018, S. 505–514, doi:10.1016/j.neuroimage.2017.07.001
- Anthony P. Zanesco, Ekaterina Denkova, Amishi P. Jha: Associations between self-reported spontaneous thought and temporal sequences of EEG microstates. In: Brain and Cognition. Volume 150, 2021, 105696, doi:10.1016/j.bandc.2021.105696
- J. Tseng, J. Poppenk: Brain meta-state transitions demarcate thoughts across task contexts exposing the mental noise of trait neuroticism. In: Nature Communications. Band 11, 2020, S. 3480.
- A. P. Zanesco, B. G. King, A. C. Skwara, C. D. Saron: Within and between-person correlates of the temporal dynamics of resting EEG microstates. In: NeuroImage. Band 211, 2020, S. 116631.
- P. Tarailis, T. Koenig, C. M. Michel, I. Griškova-Bulanova: The functional aspects of resting EEG microstates: a systematic review. In: Brain topography. Band 37, Nr. 2, 2024, S. 181–217.
- J. Zheng, M. Meister: The unbearable slowness of being: Why do we live at 10 bits/s? In: Neuron. Band 113, Nr. 2, 22. Januar 2025, S. 192–204.
- C. Zhao, N. Mu, J. Zhang, Y. Bao: The temporal transition zone: A gradual approach to a subjective set-point within the three-second time window. In: PsyCh Journal. Band 13, Nr. 3, 2024, S. 369–375. doi:10.1002/pchj.755

### Philosophie
- Antoine Arnauld, Pierre Nicole: Die Logik oder die Kunst des Denkens. 2., durchgesehene und um eine Einleitung erweiterte Auflage. Darmstadt 1994, ISBN 3-534-03710-3.
- Karl Heinz Bohrer: Was heißt unabhängig denken? Merkur, 7/61, Juli 2007, ISBN 978-3-608-97093-7.
- Donald Davidson: Bedingungen für Gedanken. In: Donald Davidson: Probleme der Rationalität. Suhrkamp, Frankfurt am Main 2006, ISBN 3-518-58471-5, S. 233–256.
- Martin Heidegger: Was heißt denken? (= UB 8805). Reclam, Ditzingen 1992, ISBN 3-15-008805-4.
- Karl Jaspers (Autor und Vortragender): Kleine Schule des philosophischen Denkens. 1965, Aufzeichnung (5 CDs) einer Vortragsserie für das Radio
- Jürgen Mittelstraß, Kuno Lorenz: Denken. In: J. Mittelstraß (Hrsg.): Enzyklopädie Philosophie und Wissenschaftstheorie. 2. Auflage. 2005, S. 154–156.
- Jens Soentgen: Selbstdenken! 2003, ISBN 3-87294-943-8. (für jüngere Leser ab etwa 14 Jahre)
- Josef de Vries: Denken und Sein, Ein Aufbau der Erkenntnistheorie. Freiburg 1937.
- Markus Gabriel: Der Sinn des Denkens. Ullstein, Berlin 2018, ISBN 978-3-550-08193-4.

### Evolution
- Michael Tomasello Eine Naturgeschichte des menschlichen Denkens. Suhrkamp, Berlin 2014, ISBN 978-3-518-58615-0. (Original: A Natural History of Human Thinking).

### Historisch
- Alfred Nippoldt: Anleitung zu wissenschaftlichem Denken. 46.-55. neubearbeitete Auflage. Berlin 1940
- Uwe Diederichsen: Einführung in das wissenschaftliche Denken. 1. Auflage. Düsseldorf 1970